# Хромолена душистая
Хромоле́на души́стая (лат. Chromolaéna odoráta) — многолетнее растение, вид рода Хромолена семейства Сложноцветные (Compositae).
Первоначально распространённое в тропической Америке, стало опасным инвазивным видом в Африке и Юго-Восточной Азии.

## Ботаническое описание

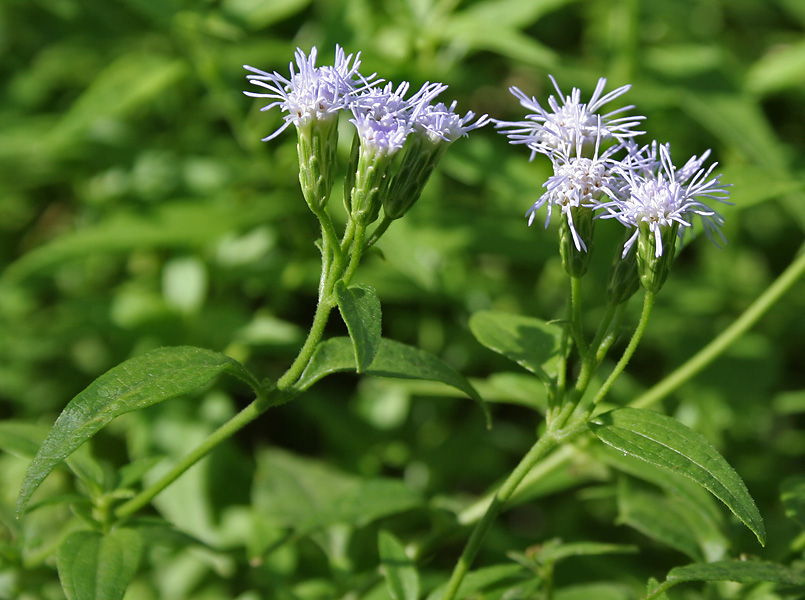
Корзинки крупным планом

Многолетнее сильно ветвистое травянистое растение, иногда деревянистое, прямостоячее, как правило, до 2—3 м высотой, или же лиана, тогда до 6 м высотой. Ко второму году жизни образует деревянистое запасающее корневище до 20 см в диаметре. Веточки продольно мелкоразлинованные, опушённые или почти голые, супротивные, пазушные.
Листья дельтовидной, ромбовидно-яйцевидной или яйцевидно-ланцетной формы, с заострённым концом, в основании клиновидные до почти усечённых, 5—14 см длиной и 2,5—8 см шириной, край листовой пластинки цельный, зубчатый или городчатый. Верхняя поверхность пластинки слабо опушённая, нижняя — опушённая, с многочисленными мелкими желтоватыми точками. Черешок 1—3 см длиной. Листья при растирании источают характерный запах.
Корзинки собраны в щитковидные общие соцветия до 10 см в диаметре на концах веточек. Обёртка цилиндрическая, 0,8—1 см длиной и 0,3—0,4 см в поперечнике, 3—8-рядная, листочки внешнего ряда наиболее короткие. Цветоложе выпуклое. Цветки по 15—35 в корзинке, венчик трубчатый, пятилопастный, бледно-сиреневого, розоватого или голубоватого цвета, нередко почти белый.
Семянки 3—4 мм длиной, черноватые, с пятью продольными светло-коричневыми рёбрами, с коричневатым хохолком 4—5 мм длиной.

## Распространение
Естественный ареал растения — Центральная Америка, Мексика, север Южной Америки до Бразилии. Точные границы первоначального ареала не установлены, иногда в него включается юг США (Флорида, Техас), а также почти вся Южная Америка, кроме Уругвая и Чили.
Впервые завезено в Юго-Восточную Азию, предположительно, в 1854 году, когда стало выращиваться в Ботаническом саду Калькутты. К 1876 году местами натурализовалось в Индии и на Яве. В последующие десятилетия хромолена стремительно распространялась по Азии, около 1934 года завезена в Сингапур.
В 1858 году выращивалась в Кейптауне, однако натурализоваться в Южной Африке начала только в конце 1940-х годов. В 1937 году хромолена завезена из Азии в Нигерию и Камерун, в 1952 году интродуцирована в Кот-д’Ивуар для контроля инвазивной императы цилиндрической. В 1970-х годах сама хромолена начала быстро распространяться по континенту.

## Борьба с инвазией
В 1966 году Нигерийский исследовательский институт масличной пальмы запросил у Института биологического контроля Содружества Наций инициировать программу по поиску способа контроля численности хромолены. В ходе исследований были обнаружены 207 видов насекомых и 2 вида клещей, потенциально пригодных в качестве агентов биологического контроля вида.
В Азию и Микронезию для контроля популяций хромолены были завезены Pareuchaetes pseudoinsulata и Cecidochares connexa, что позволило несколько сократить ареал растения в регионе. Эти виды оказались неэффективны для борьбы с хромоленой в Южной Африке.

## Таксономия

### Синонимы
- Eupatorium affine Hook. & Arn., 1835, nom. illeg.
- Eupatorium atriplicifolium Vahl, 1793, nom. illeg.
- Eupatorium brachiatum Sw. ex Wikstr., 1827
- Eupatorium clematitis DC., 1836
- Eupatorium conyzoides Vahl, 1794, nom. illeg.
- Eupatorium dichotomum Sch.Bip., 1851
- Eupatorium divergens Less., 1830
- Eupatorium floribundum Kunth, 1820
- Eupatorium graciliflorum DC., 1836
- Eupatorium klattii Millsp., 1900
- Eupatorium odoratum L., 1759basionym
- Eupatorium sabeanum Buckley, 1861
- Eupatorium stigmatosum Meyen & Walp., 1843
- Osmia atriplicifolia (Vahl) Sch.Bip., 1866
- Osmia clematitis (DC.) Sch.Bip., 1866
- Osmia conyzoides (Vahl) Small, 1903
- Osmia divergens (Less.) Sch.Bip., 1866
- Osmia floribunda (Kunth) Sch.Bip., 1866
- Osmia graciliflora (DC.) Sch.Bip., 1866
- Osmia odorata (L.) Sch.Bip., 1866